# رودزرد ماشین
رودزرد ماشین، شهری در بخش رودزرد شهرستان رامهرمز در استان خوزستان ایران است. این شهر، مرکز بخش رودزرد است.

## مردم‌شناسی
مردم این شهر از اقوام جانکی گرمسیر هستند و به زبان لری بختیاری سخن می‌گویند.

## جمعیت
بر پایه سرشماری عمومی نفوس و مسکن در سال ۱۳۹۵، جمعیت شهر رودزرد ماشین برابر با ۲٬۲۵۲ نفر (۵۸۸ خانوار) بوده است.